# Kitten Natividad
Francesca Isabel (Kitten) Natividad, ook bekend onder de namen Francesca (Kitten) Natividad, Francesca Natividad en Frances Natividad, (Ciudad Juárez, 13 februari 1948 – Los Angeles, 24 september 2022) was een rondborstige Mexicaans-Amerikaanse pornoster en exotisch danseres.
Geboren in Mexico verhuisde ze op haar tiende naar de Verenigde Staten en groeide daar verder op. Ze werd beroemd in verscheidene softpornofilms van regisseur Russ Meyer in de jaren zeventig. In de jaren 80 begon ze met het maken van hardcore pornofilms.
Natividad overleed op 24 september 2022 in een ziekenhuis in Los Angeles. Ze werd 74 jaar oud.

## Filmografie
Ze heeft in zo'n zestig films gespeeld, meestal softporno en enkele harde porno.
Haar meest recente film is Faster Pussycat Fuck! Fuck! (2005) waarvan het conceptscript is geschreven door Russ Meyer. Na zijn overlijden is de film geregisseerd door voormalige pornoster Elizabeth Starr.

## Trivia
- Kitten was Miss Nude Universe in 1970 and 1971.
- Met Russ Meyer had ze vijftien jaar lang een knipperlichtrelatie. Hij schijnt haar borstvergroting te hebben betaald in 1979 maar in 1999 kreeg ze borstkanker en heeft ze een mastectomie moeten ondergaan.

- Bibsys: 14007480
- Biblioteca Nacional de España: XX4807845
- Bibliothèque nationale de France: cb14210421b (data)
- Gemeinsame Normdatei: 143859277
- International Standard Name Identifier: 0000 0001 1655 6394
- Library of Congress Control Number: nr2007000407
- Nationale Bibliotheek van Tsjechië: pna20201085945
- SNAC: w61964m7
- Système universitaire de documentation: 169122158
- Virtual International Authority File: 61757923
- WorldCat: E39PBJbtkQvGmPChggKyGP9kXd